# حلقة مرتبة

مجموعة الأعداد الحقيقية هي حلقة مرتبة وهي أيضا حقل مرتب. مجموعة الأعداد الصحيحة، جزءا من مجموعة الأعداد الحقيقية، هي حلقة مرتبة ولكنها ليست بحقل مرتب.

في الجبر التجريدي، حلقة مرتبة هي حلقة تبادلية {\displaystyle R}، فيها ترتيب كلي يرمز إليه ب ≤ حيث يتحقق ما يلي لكل ثلاثة عناصر a و b و c من R :
- إذا توفر a ≤ b فإن a + c ≤ b + c.
- إذا توفر 0 ≤ a و 0 ≤ b فإن 0 ≤ ab.